# Sphénoïdite
Une sphénoïdite est une inflammation aiguë ou chronique, généralement d'origine bactérienne, du sinus sphénoïdal, aussi appelée sinusite de l'os sphénoïde, l'une des cavités aériques de la face.

## Epidémiologie
Les sphénoïdites sont le plus souvent dues à des inflammations (61 à 82 %), ou à des tumeurs (27 %) . Les sinusites sphénoïdales isolées sont des infections rares, représentant 2 à 3% des sinusites .
L'agents infectieux le plus souvent en cause dans les sphénoidites aiguës est le Staphylococcus aureus tandis que les anaérobies ( Peptostreptococcus, Fusobacterium, Prevotella et  Porphyromonas species ) et les bacilles à Gram négatifs ( Klebsiella pneumoniae, Escherichia coli et Pseudomonas aeruginosa) sont plus les agents les plus fréquents dans la sphénoïdite chronique .
On peut aussi retrouver des sphénoïdites d'origine mycosique, dont l'agent pathogène est le plus souvent l'aspergillus (aspergillus flavus ou aspergillus flamigatus).

## Signes cliniques
La sphénoïdite se révèle par une céphalée ou une douleur crano-faciale chronique, le plus souvent isolée. L'intensité de la douleur peut être très importante. Elle est présente dans 63 à 85 % des cas et peut prendre différentes formes (douleurs au front, au vertex, derrière la tête ou derrière les yeux). Les signes rhinologiques classiques tels que l'écoulement nasal purulent, le nez bouché, sont au second plan et souvent absents. On peut retrouver une rhinorrhée postérieure dans 30 % des cas ou une obstruction nasale dans 30% des cas, mais rarement un écoulement nasal antérieur .

## Complications
De par l'anatomie du sinus sphénoïdal, et la proximité d'organes à risque, la sphénoïdite est une pathologie dont les complications peuvent être graves .
Ces complications peuvent être endocraniennes : abcès épidural, méningite, thrombophlébite du sinus caverneux ou ostéomyélite de la base du crâne. Elles peuvent aussi être orbitaires : névrite optique (pouvant conduire à la cécité), atteinte des nerfs oculomoteurs. On peut aussi voir une atteinte du nerf trijumeau, un abcès du septum nasal ou un anévrisme de la carotide interne.

## Diagnostic
Le diagnostic peut être clinique, en visualisant un écoulement purulent à l'entrée du sinus sphénoïdal, mais la normalité de l'examen n'élimine pas le diagnostic (l'examen nasofibroscopique est normal dans 30 à 50 % des cas).
L’imagerie est donc indispensable pour le diagnostic de sphénoidite. Le scanner des sinus est l’examen le plus utilisé. L’IRM, est parfois indiquée pour  évaluer le contenu des sinus, à la recherche d'un processus inflammatoire autre que sinusien, ou d'une éventuelle tumeur du sinus.
Le cone-beam peut parfois remplacer le scanner des sinus.

## Traitement
Le traitement de première intention repose sur une antibiothérapie, adaptée aux germes en cas de documentation bactériologique, ou probabiliste. Ce traitement doit être maintenu sur une durée prolongée .
La chirurgie est très souvent nécessaire. Elle consiste en une sphénoïdotomie, aujourd'hui réalisée par voie endoscopique.